# بی بی تاک
«بی بی تاک» ترانه‌ای از هنرمند اهل ایالات متحده آمریکا مایلی سایرس است.